# Alsunga
Alsunga eller Alšvanga er en landsby i Alsunga novads i det vestlige Letland. Alsunga er centrum for suiter – et lille romersk-katolsk samfund i den ellers lutherske vestlige del af Letland. Der er 789 indbyggere i Alsunga (2015).
Alsunga blev første gang nævnt i 1230 som en gammel kurisk bebyggelse. I 1372 opførtes en borg til fogeden af Goldingen komtur. I 1561 blev Alsunga en del af det overvejende lutherske Hertugdømmet Kurland og Semgallen. I 1567 opførtes Sankt Michaelkirken. I 1623 indvilligede den lokale godsejer Johan Ulrich von Schwerin i at blive katolik, med henblik på at gifte sig med den polske hofdame Barbara Konarska. Efter ægteskabets indgåelse boede han i den polsk-litauiske realunion indtil 1632, hvor han vendte tilbage til Alsunga efter sin fars død. I 1634 inviterede Johan Ulrich jesuitter til at etablere en mission i Alsunga for at hjælpe ham med at omvende alle sine bønder til den katolske tro.
Den 1. oktober 2009 blev suitis kulturelle arv medtaget i UNESCO's liste over immateriel kulturarv, som har brug for akut beskyttelse.